# Marienhall
Marienhall ist ein Ortsteil von Sondershausen im Kyffhäuserkreis in Thüringen.

## Geschichte
Das Kaliwerk Glückauf wurde um 1880 am Westrand der Stadt Sondershausen erbaut. 1892 entstand die Werkswohnsiedlung Marienhall Sondershausen-Stockhausen im Zusammenhang mit der Gründung des Kaliwerkes Glückauf. Die Wohnhäuser sind erhalten (2014), wenn auch teilweise durch An- und Zusatzbauten verändert.